# 윤재갑
윤재갑(尹在鉀, 1955년 2월 10일~)은 대한민국의 해군 출신 정치인이다. 대한민국 해군 군수사령부 사령관(2011), 제21대 국회의원(2020. 5.~2024. 5.)을 지냈다. 전라남도 해남 출생이다.

## 학력
- 1961~1967: 화산국민학교 졸업
- 1967~1970: 화산중학교 졸업
- 1970~1973: 숭의실업고등학교 졸업
- 1974~1978: 해군사관학교 전기과 졸업(32기)
- 1981~2003: 경남대학교 경영대학원 경영학 석사
- 국방대학교 안보대학원 안보학 석사

## 경력
- 1997년~1999년: 대한민국 해군 정운함 함장
- 2005년~2006년: 대한민국 해군 제9잠수함전단 전단장
- 2006년~2007년: 대한민국 해군 해군특수전여단 여단장
- 2007년~2008년: 대한민국 해군 제1함대사령부 사령관
- 2009년~2010년: 대한민국 해군본부 정보작전지원참모부 부장
- 2010년~2011년: 대한민국 해군본부 감찰실 실장
- 2011년: 대한민국 해군 군수사령부 사령관
- 2012년~2015년: 목포해양대학교 초빙교수
- 2017년 10월~2024년 5월: 더불어민주당 전라남도당 해남군·완도군·진도군 지역위원회 위원장
- 2020년 4월 15일: 대한민국 제21대 국회의원 선거 당선(전남 해남군·완도군·진도군, 더불어민주당, 초선)[1][2]
- 2020년 9월~2022년 10월: 더불어민주당 정책위원회 상임부의장
- 2021년 12월~2022년 12월: 더불어민주당 지방소멸대응특별위원회 위원장
- 2022년 9월~2024년 10월: 더불어민주당 해양수산특별위원회 위원장
- 2023년 10월~2024년 5월: 더불어민주당 원내부대표

### 의정 활동
- 2020년 5월 30일~2024년 5월 29일: 제21대 국회의원(전남 해남군·완도군·진도군, 더불어민주당, 초선)
  - 2020년 6월~2022년 5월: 제21대 국회 전반기 농림축산식품해양수산위원회 위원
  - 2022년 7월~2024년 5월: 제21대 국회 후반기 농림축산식품해양수산위원회 위원
  - 2022년 7월~2023년 5월: 제21대 국회 후반기 예산결산특별위원회 위원
  - 2023년 2월~2024년 5월: 제21대 국회 인구위기 특별위원회 위원
  - 2023년 10월~2024년 5월: 제21대 국회 후반기 국회운영위원회 위원

## 역대 선거 결과
|  | 20.86% |

|  | 0% |

|  | 67.51% |

## 같이 보기
- 해남군·완도군·진도군
- 해남군의 국회의원
- 완도군의 국회의원
- 진도군의 국회의원